# 正子人
《正子人》（The Positronic Man）是由星雲獎及雨果獎常年得主，科幻大師艾西莫夫（Isaac Asimov）和罗伯特·席维伯格合作著作的長篇小說，改编自早期中篇双百人。

## 故事大綱
二十一世紀初，勞力被機器人取代。第一個人型機器人NDR113面世，並被命名為安德魯‧馬丁。一天，安德魯幫小小姐（其主人的二女兒）做一個木墜子，被發現擁有驚人的創造天份，創意和巧思勝過人類的藝術家，而美國機械人與機器人公司則為了這個「不守常規的差錯」而回收正子機器人。經過了十數年，安德魯成為家喻戶曉的工匠機器人。安德魯向法院爭取機械人自由，法院判決安德魯勝訴。但是卻遭到人類的嘲諷，甚至是欺壓。小小姐決定要幫安德魯爭取公民權，另一方面，安德魯開始書寫「機器人的歷史」。在保羅（馬丁家族的第四代）的喪禮上，安德魯回想和馬丁家族四代的相處，終於承認這是份關係是「愛」。安德魯主動找上美國機械人與機器人公司，將自己改做成可以進食、呼吸。一百五十年後，安德魯更為自己裝上人工心臟。